# Liste der Monuments historiques in Touët-sur-Var
Die Liste der Monuments historiques in Touët-sur-Var führt die Monuments historiques in der französischen Gemeinde Touët-sur-Var auf.

## Liste der Objekte
| Bezeichnung       | Beschreibung                                   | Standort | Kennzeichnung | Schutzstatus | Datum | Bild |
| ----------------- | ---------------------------------------------- | -------- | ------------- | ------------ | ----- | ---- |
| Kommunionschranke | Holz, 16. Jahrhundert; in der Kirche St-Martin | (Lage)   | PM06001121    | Classé       | 1918  |      |